# Saukkoriipinjärvi
Saukkoriipinjärvi är en sjö i Pajala kommun i Norrbotten och ingår i Kalixälvens huvudavrinningsområde. Saukkoriipinjärvi ligger i Torne och Kalix älvsystem Natura 2000-område.